# Oberster Gerichtshof von Kanada
Koordinaten: 45° 25′ 19,4″ N, 75° 42′ 19,8″ W

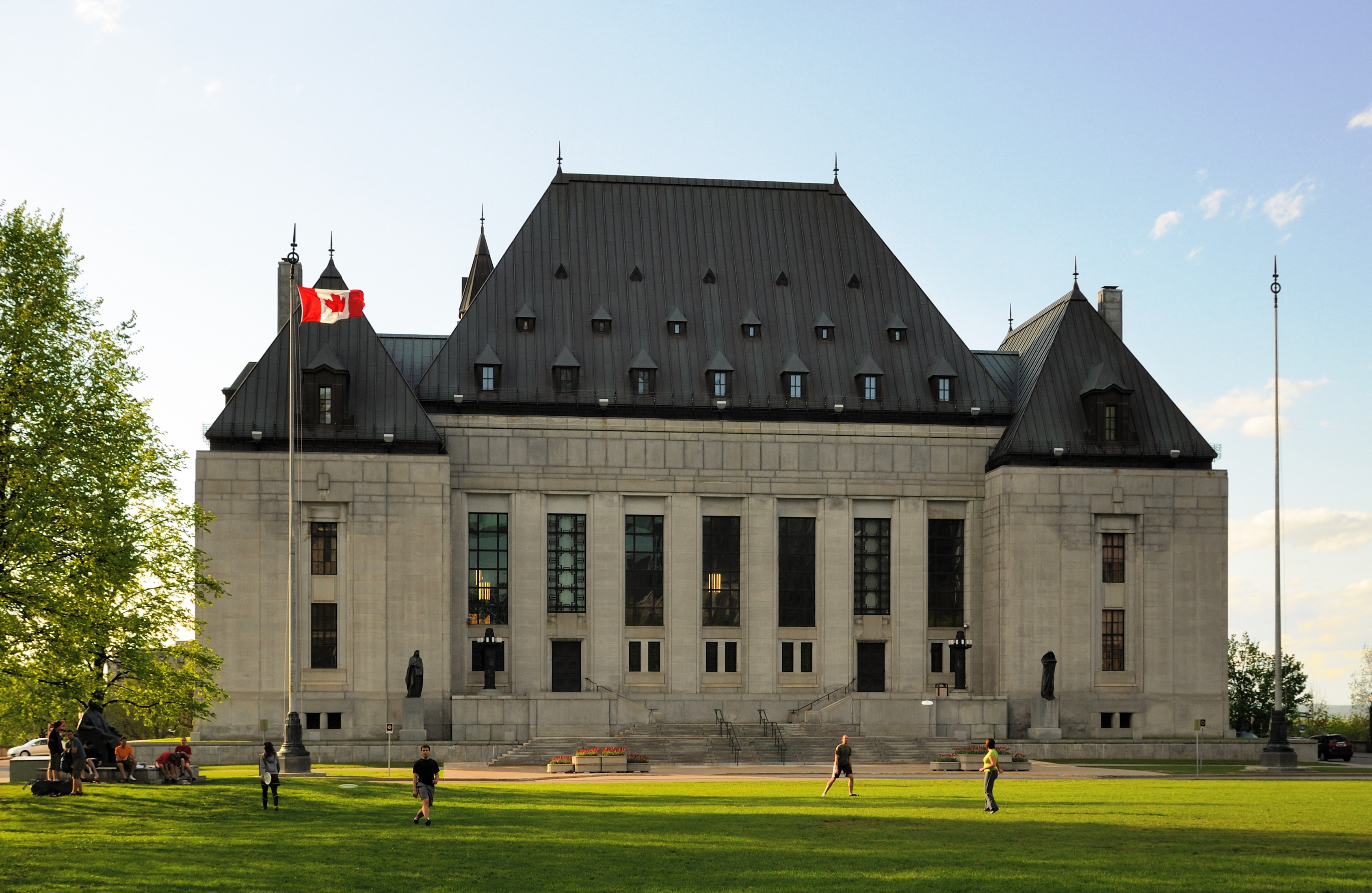
Gebäudes des Obersten Gerichtshofes in Ottawa

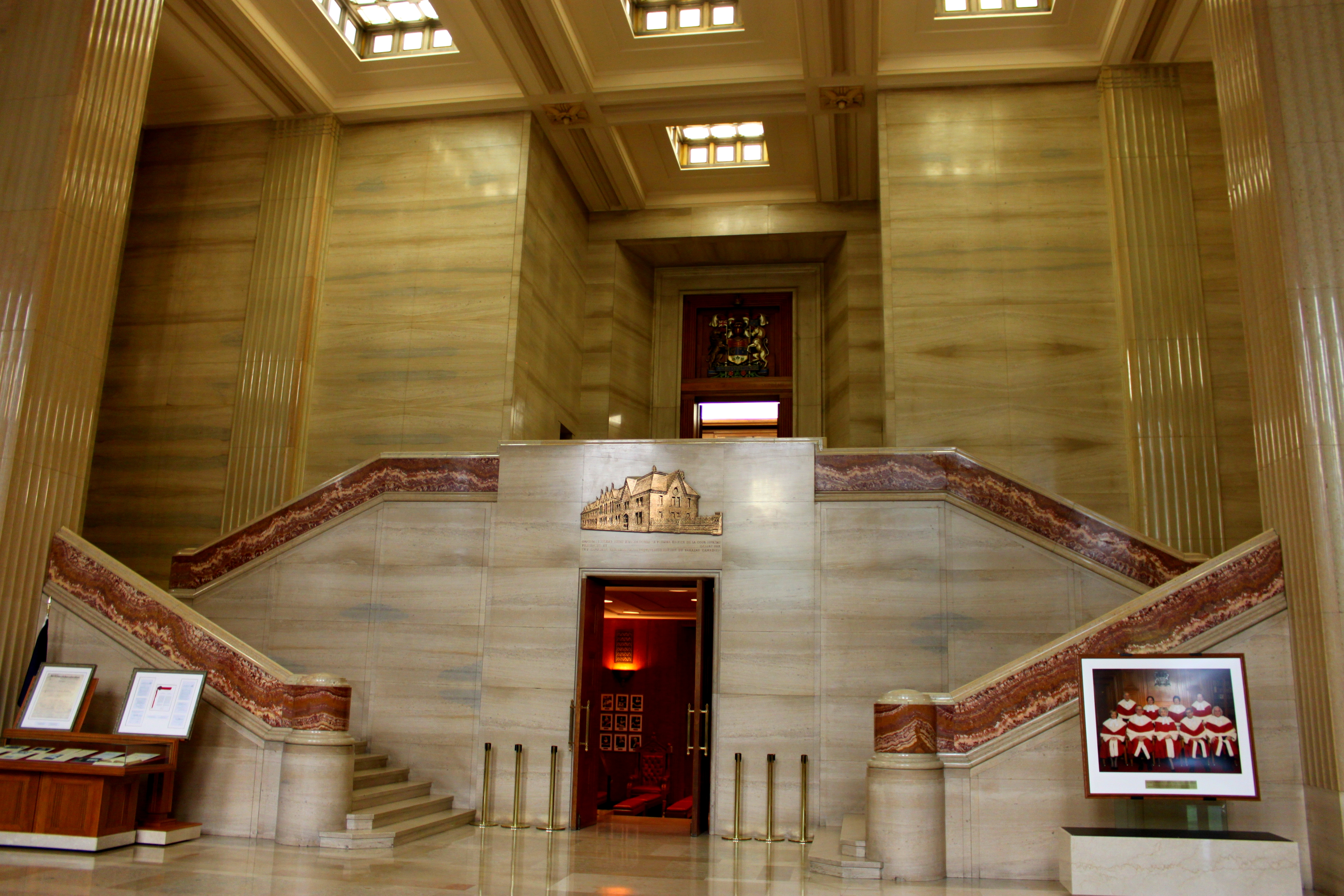
Innenansicht des Obersten Gerichtshofes von Kanada

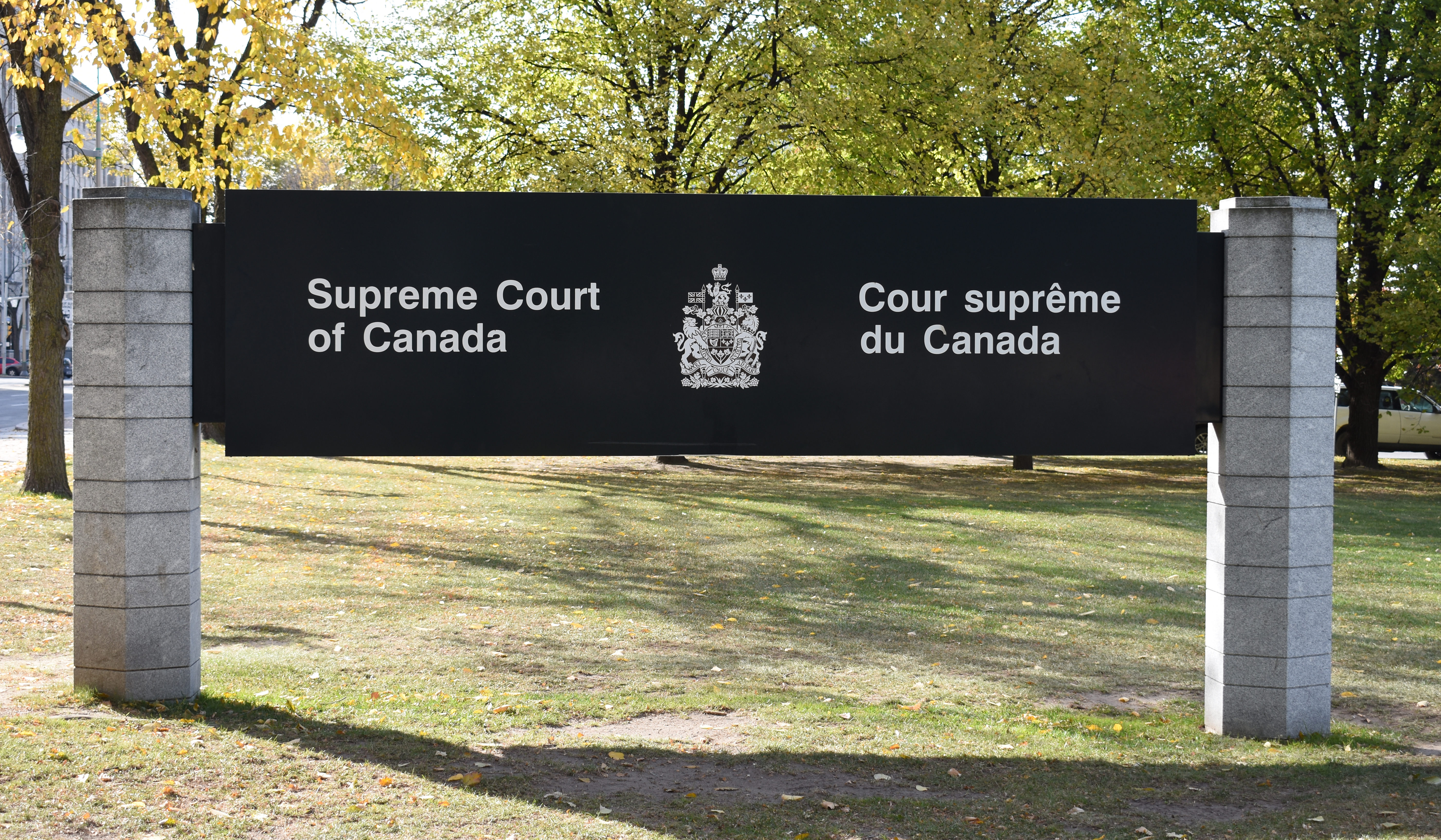
Das Schild vor dem Obersten Gerichtshof

Der Oberste Gerichtshof von Kanada (engl. Supreme Court of Canada, frz. Cour suprême du Canada) ist das oberste rechtsprechende Staatsorgan Kanadas. Es steht an der Spitze des Instanzenzugs des kanadischen Rechtssystems. Das Gericht tagt in der Hauptstadt Ottawa und beurteilt jährlich nicht mehr als einhundert Gerichtsverfahren, die von den Appellationsgerichten des Bundes, der Territorien und der Provinzen weitergereicht wurden. Aus Tradition sind die Entscheidungen für alle untergeordneten Gerichte bindend. Der neunköpfige Oberste Gerichtshof besteht aus acht einfachen Richtern (puisne justice, juge puîné) und dem Vorsitzenden (Chief Justice of Canada, Juge en chef du Canada).

## Geschichte
Nach der Gründung des Dominions Kanada im Jahr 1867 entstand die Idee, ein oberstes Appellationsgericht für das neue Land zu schaffen. Prominente Politiker wie die Premierminister John Macdonald und Alexander Mackenzie unterstützten dieses Vorhaben. Jedoch war im Parlament die Loyalität zur britischen Tradition noch sehr ausgeprägt und so wurden entsprechende Gesetzesvorlagen 1869 und 1870 abgelehnt. Erst am 8. April 1875 konnte das Gesetz verabschiedet werden. Der Oberste Gerichtshof nahm seine Tätigkeit am 18. November 1875 auf. Zu Beginn gab es sechs Richter. Da dies aber häufig zu unentschiedenen Urteilen führte, wurde die Anzahl 1927 auf sieben erhöht.
Vor 1949 war der Oberste Gerichtshof jedoch nicht die höchste Instanz. Urteile konnten an das Justizkomitee des Privy Council in London weitergezogen werden. Auch konnte in einigen Fällen der Oberste Gerichtshof übersprungen werden, so dass dessen Einfluss eher bescheiden war. Während der Oberste Gerichtshof seine Urteile tendenziell in dem Sinne fällte, dass der Bundesstaat gestärkt wurde, fielen die Urteile des Privy Council meist im Sinne der Rechte der Provinzen aus. Dieser zunehmende Gegensatz zwischen Zentralismus und Föderalismus führte in den 1930er Jahren zur Forderung, ein von Großbritannien unabhängiges Rechtssystem zu schaffen.
Ab 1933 war der Oberste Gerichtshof in Strafsachen die letzte Instanz, ab 1949 auch in allen anderen Fällen. In diesem Jahr wurde die Anzahl der Richter auf neun erhöht. Das Verfassungsgesetz von 1982, das die letzten verfassungsrechtlichen Bindungen zu Großbritannien löste, beinhaltet die Kanadische Charta der Rechte und Freiheiten. Diese Grundrechtserklärung hatte einen größeren Einfluss des Gerichts auf die kanadische Gesellschaft zur Folge, da sie den Umfang des richterlichen Prüfungsrechts stark erweiterte.

## Rolle und Vorgehensweise
Die Struktur des kanadischen Gerichtssystems ist pyramidenförmig. Verschiedene Gerichte in den Provinzen und Territorien bilden eine breite Basis, die Richter werden von den Provinz- und Territorialregierungen ernannt. Auf der nächsten Stufe sind die Obersten Gerichte der Provinzen und Territorien, deren Richter von der Bundesregierung ernannt werden. Urteile dieser Gerichte können an die Appellationsgerichte der Provinzen und Territorien weitergezogen werden. Daneben existieren verschiedene Appellationsgerichte auf Bundesebene, deren Zuständigkeitsbereich jedoch beschränkt ist.
An der Spitze dieser Pyramide steht der Oberste Gerichtshof von Kanada; er ist wie der Oberste Gerichtshof der Vereinigten Staaten und im Gegensatz zum Bundesverfassungsgericht selbst Teil des Instanzenzugs. Er beurteilt Fälle, die von den höchsten Berufungsinstanzen auf Provinz-, Territorial- und Bundesebene weitergereicht werden. Unter Umständen (beispielsweise bei Veröffentlichungsverboten und anderen Geboten, die nicht anfechtbar sind) gelangen die Fälle direkt an den Obersten Gerichtshof. Meist entscheidet ein Gremium von drei Obersten Richtern, ob ein Fall behandelt wird, wobei sie gemäß Gewohnheitsrecht keine Begründung für Annahme oder Ablehnung abgibt. Das Oberste Gericht muss darüber hinaus auf spezifische rechtliche Fragen durch das Kabinett seine Meinung bekanntgeben (so genannte Referenzfragen). Aus den gewöhnlichen Fällen können sich neue Fragen in Bezug auf die Verfassung ergeben. Das Oberste Gericht ist dann verpflichtet, die Bundes- und Provinzregierungen davon in Kenntnis zu setzen, damit diese eventuell intervenieren und ihren Standpunkt darlegen können.
Der Oberste Gerichtshof tritt während 18 Wochen im Jahr zusammen, vom ersten Montag im Oktober bis üblicherweise Ende Juni. Anhörungen finden nur in Ottawa statt, Prozessteilnehmer, die in entlegenen Gebieten leben, können jedoch mündliche Aussagen über ein Videokonferenz-System abgeben. Die Anhörungen des Gerichts sind öffentlich, die meisten werden für eine spätere Ausstrahlung in beiden Amtssprachen aufgenommen. Wenn das Gericht zusammentritt, tagt es von Montag bis Freitag und behandelt täglich zwei Fälle. Bei Appellationsverfahren müssen mindestens fünf Richter anwesend sein, meist sind es jedoch alle neun.
Der Chief Justice, oder in dessen Abwesenheit der amtsälteste der übrigen Richter, leitet die Sitzungen und sitzt auf dem Stuhl in der Mitte, die anderen sitzen rechts und links davon in der Reihenfolge ihrer Ernennung. Die Richter erscheinen üblicherweise in schwarzen Seidenroben zu den Sitzungen. Bei besonderen Anlässen sowie im Senatssaal bei der Eröffnung jeder neuen Parlamentssession tragen sie jedoch scharlachrote Zeremonienroben mit weißem Nerzfell.
Die Entscheidung des Gerichts wird manchmal mündlich am Ende der Anhörung mitgeteilt. Meistens jedoch wird die Entscheidung zunächst zurückgestellt, um den Richtern Zeit für ihre schriftlichen Begründungen zu lassen. Entscheidungen des Gerichts müssen nicht einstimmig sein, die unterlegenen Richter haben aber das Recht, ihre Entscheidung ebenfalls schriftlich zu begründen, falls sie dies wünschen.
Der Oberste Gericht besitzt das abschließende richterliche Prüfungsrecht über die verfassungsrechtliche Gültigkeit von Bundes- und Provinzgesetzen. Falls ein Gesetz als nicht im Einklang mit der Verfassung erklärt wurde, muss das betroffene Parlament entweder die Entscheidung akzeptieren, das Gesetz im Sinne der Verfassung abändern oder eine Änderung der Verfassung erfolgreich durchführen. Falls ein Gesetz nicht im Einklang mit einem Artikel in der Charta der Rechte und Freiheiten steht, so kann das betroffene Parlament mit der Vorbehaltsklausel den entsprechenden Artikel während fünf Jahren außer Kraft setzen, was jedoch äußerst selten geschieht. In einigen Fällen kann das Gericht das Inkrafttreten seines Urteils aussetzen, so dass dem Gesetzgeber genügend Zeit bleibt, ein Gesetz im Sinne des Urteils abzuändern.
Seit 1967 stellt das Gericht Assistenten an, die üblicherweise aus den Reihen der besten Studenten der kanadischen Rechtsfakultäten ausgewählt werden. Sie betreiben juristische Nachforschungen, helfen bei der Ausformulierung der Urteile oder bereiten Reden und Artikel vor. Jeder der einfachen Richter hat einen Assistenten zur Verfügung, der Chief Justice drei (vor 1982 zwei).

## Gebäude

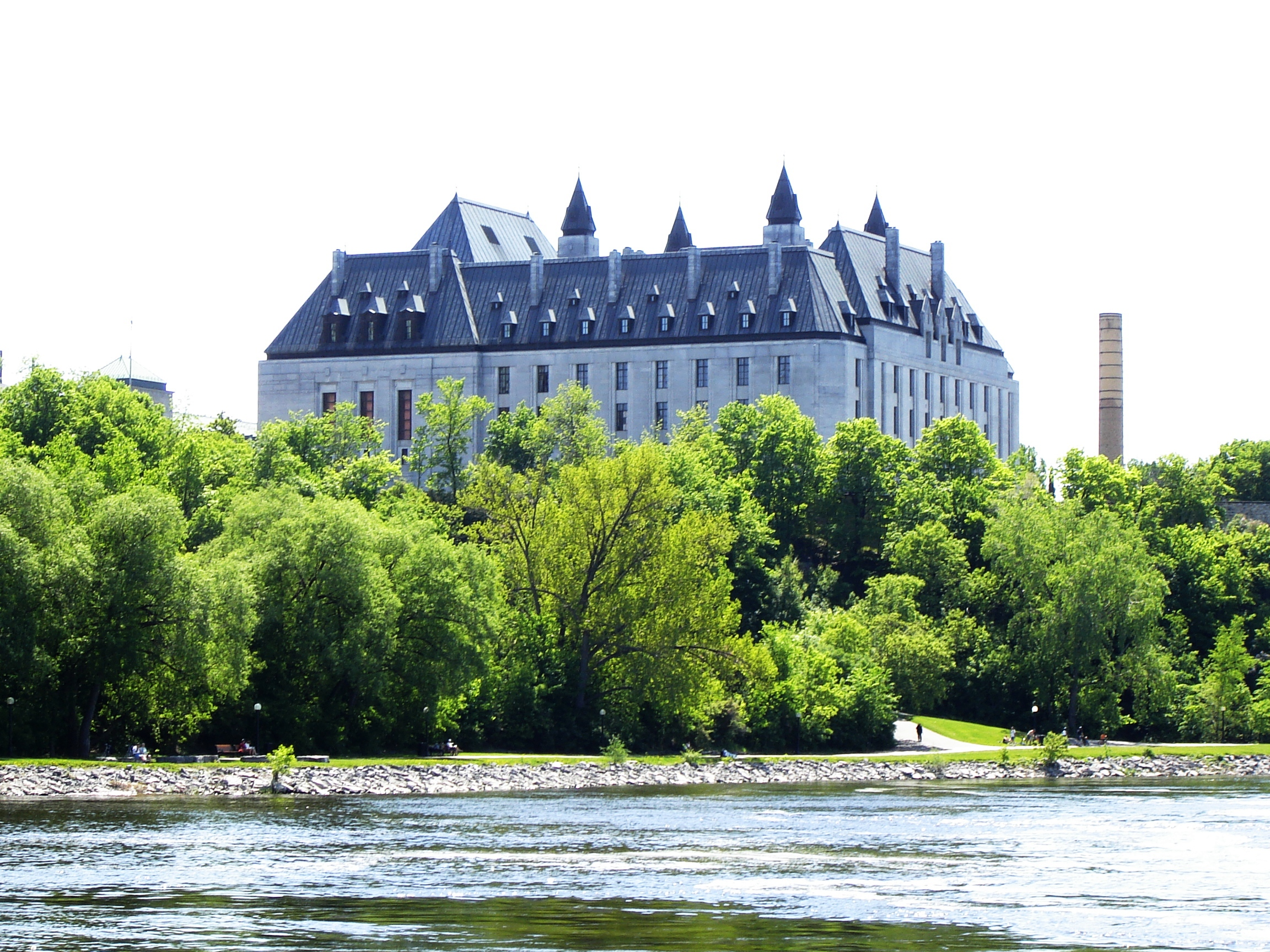
Ansicht des Gerichtsgebäudes vom Ottawa-Fluss aus

Der Oberste Gerichtshof tagt in Ottawa. Das Gerichtsgebäude befindet sich auf einem Hügel am Ufer des Ottawa-Flusses in der Nähe des Parlaments und ist von einem Park umgeben. Es enthält drei Gerichtssäle, wobei die beiden kleineren in den Seitenflügeln vom Bundesgericht und vom Bundesberufungsgericht genutzt werden.
Die Bauarbeiten begannen 1939, die Grundsteinlegung erfolgte durch Elizabeth, die Gemahlin von König Georg VI. Entworfen wurde das Gebäude im Stile des Art déco vom Architekten Ernest Cormier. Im Januar 1946 war es schließlich bezugsbereit.
Bis 1889 tagte der Oberste Gerichtshof im Parlamentsgebäude, im Raum der Eisenbahnkommission. Ab 1889 verfügte er über ein eigenes Gebäude, den neogotischen Old Supreme Court an der Bank Street, das nach dem Umzug leerstand und 1955 abgerissen wurde.

## Ernennungen
Richter am Obersten Gerichtshof von Kanada werden de jure vom Generalgouverneur ernannt, basierend auf der Empfehlung und mit dem Einverständnis des Kronrates. Gemäß Tradition und Gewohnheitsrecht unterweist nur das Kabinett den Generalgouverneur, nicht etwa der gesamte Kronrat (technisch gesehen ist das Kabinett lediglich der ständige Ausschuss innerhalb des größeren Kronrates). Üblicherweise überbringt ausschließlich der Premierminister dem Repräsentanten der Krone die Empfehlung, im Rahmen einer Unterredung. Die Provinzen und das Parlament werden nicht in die Entscheidungsfindung miteinbezogen. De facto ist die Ernennung also Sache des Premierministers.
Der Supreme Court Act beschränkt die Ernennbarkeit auf Personen, die Richter an einem höheren Gericht waren oder seit mindestens zehn Jahren einer Rechtsanwaltskammer angehören. Mindestens drei der obersten Richter müssen von Gesetzes wegen der Rechtsanwaltskammer von Québec angehören oder in dieser Provinz an einem höheren Gericht Recht gesprochen haben. Dies wird damit begründet, dass in Québec beim Privatrecht im Gegensatz zum Rest des Landes nicht Common Law zur Anwendung gelangt, sondern das Zivilrecht kontinentaleuropäischer Prägung. Nach Gewohnheitsrecht werden die übrigen sechs Richterposten wie folgt auf die Provinzen aufgeteilt: Drei aus Ontario, zwei aus Westkanada und einer aus den atlantischen Provinzen.
Ein Richter am Obersten Gerichtshof muss wie alle anderen Bundesrichter im Alter von 75 Jahren zwingend zurücktreten, es existiert keine Ernennung auf Lebenszeit.

## Richter
| Name                          | Provinz                  | Eingesetzt durch (Generalgouverneur) | Nominiert von (Premierminister) | Amtsantritt        | Vorgeschriebener Rücktritt |
| ----------------------------- | ------------------------ | ------------------------------------ | ------------------------------- | ------------------ | -------------------------- |
| Richard Wagner (Vorsitzender) | Québec                   | David Johnston                       | Stephen Harper                  | 5. Oktober 2012    | 2. April 2032              |
| Rosalie Abella                | Ontario                  | Adrienne Clarkson                    | Paul Martin                     | 4. Oktober 2004    | 1. Juli 2021               |
| Michael Moldaver              | Ontario                  | David Johnston                       | Stephen Harper                  | 21. Oktober 2011   | 23. Dezember 2022          |
| Andromache Karakatsanis       | Ontario                  | David Johnston                       | Stephen Harper                  | 21. Oktober 2011   | 3. Oktober 2030            |
| Suzanne Côté                  | Québec                   |                                      | Stephen Harper                  | 1. Dezember 2014   | 21. September 2033         |
| Russell Brown                 | Alberta                  |                                      | Stephen Harper                  | 31. August 2015    | 15. September 2040         |
| Malcolm Rowe                  | Neufundland und Labrador |                                      | Justin Trudeau                  | 28. Oktober 2016   | 2028                       |
| Sheilah Martin                | Alberta                  | Julie Payette                        | Justin Trudeau                  | 18. Dezember 2017  | 31. Mai 2031               |
| Nicholas Kasirer              | Québec                   | Julie Payette                        | Justin Trudeau                  | 16. September 2019 | 20. Februar 2035           |